# Warchlinko
Warchlinko [varˈxlinkɔ] (trước đây Đức Klein Wachlin) là một ngôi làng ở quận hành chính của Gmina Stargard, thuộc huyện Stargardzki, Zachodniopomorskie, ở tây bắc Ba Lan. Nó nằm khoảng 12 kilômét (7 mi) phía bắc Stargard và 27 km (17 mi) về phía đông của thủ đô khu vực Szczecin.
Trước năm 1945, khu vực này là một phần của Đức. Đối với lịch sử của khu vực, xem Lịch sử của Pomerania.